# Petra Kandarr
Petra Kandarr, nata Vogt (Halle, 20 agosto 1950 – Karlsruhe, 12 marzo 2017), è stata una velocista tedesca, vincitrice di tre medaglie d'oro agli Europei di Atene 1969.
Aveva una figlia, Jana Kandarr, diventata tennista professionista.

## Palmarès
| Anno | Manifestazione | Sede      | Evento      | Risultato | Prestazione | Note |
| ---- | -------------- | --------- | ----------- | --------- | ----------- | ---- |
| 1969 | Europei        | Atene     | 100 m piani | Oro       | 11"6        |      |
| 1969 | Europei        | Atene     | 200 m piani | Oro       | 23"2        |      |
| 1969 | Europei        | Atene     | 4×100 m     | Oro       | 43"6        |      |
| 1971 | Europei        | Helsinki  | 100 m piani | 7ª        | 11"7        |      |
| 1971 | Europei        | Helsinki  | 4×100 m     | Argento   | 43"6        |      |
| 1973 | Europei indoor | Rotterdam | 60 m piani  | Argento   | 7"29        |      |
| 1974 | Europei        | Roma      | 200 m piani | 8ª        | 23"99       |      |

## Altre competizioni internazionali
1973
- Coppa Europa di atletica leggera ( Edimburgo)